# 김혜선 (희극인)
김혜선(1983년 11월 11일 ~ )은 대한민국의 희극 배우다.

## 이력
1983년 11월 11일, 전라북도 군산시에서 태어났다. 2002년 연극배우 첫 데뷔한 그녀의 대표작으로는 〈최종병기 그녀〉 등이 있으며 2010년 KBS 《개그스타》에 첫 출연한 전력이 있고 이듬해 2011년 KBS 26기 공채 개그맨으로 정식 데뷔하였다.
그러고는 《개그콘서트》-〈최종병기 그녀〉에서 액션연기를 선보이는 여자 달인으로 잘 알려져 있다. 또한 외모역시 남성적인 스타일을 하고 있고 김성균을 닮았다고 한다.

## 경력
- 서울액션스쿨 13기
- 점핑머신 대표

## 일화
- 한때 장우혁의 백댄서가 되는게 꿈이었으며 조혜련을 롤모델로 삼고있다고 한다.
- KBS 데뷔 전 SBS 스타킹에서 할머니 스턴트우먼 역할로 출연했던 이력이 있다.[3]
- 서울액션스쿨 출신으로 시크릿 가든에서 하지원의 대역으로 출연했던 유미진을 직속후배로 두고있는 것으로 알려져있다.

## 출연작

### 방송
- KBS2 《개그콘서트》

시즌1
〈최종병기 그녀〉지망생 배우 역
〈방송과의 전쟁〉
〈산 넘어 산〉
〈징글 정글〉고추 잠자리 역
〈피곤한 가족〉
〈불편한 진실〉
〈막말자〉경호원 역
〈핑크 레이디〉핑크 레이디 1호 역
〈기다려 늑대〉박보영 역
〈희극 여배우들〉
〈뿜 엔터테인먼트〉밍키 역
〈딸바보〉딸 역
〈군대 온 걸〉
〈시청률의 제왕〉
〈취해서 온 그대〉
〈봇말려〉혜선봇
〈으쌰 빠샤〉
〈구린 라이트〉
시즌2
<바니바니>
- KBS2 《개그스타》

〈탁월한 캐스팅〉
- SBS 《놀라운 대회 스타킹》
- KBS2 《리얼 스포츠 투혼》
- MBC 《MBC 스페셜》 768회 : 2018 언니는 살아있다
- 유튜브 《급식왕》 알통마녀 역
- KBS2 《이웃집찰스 137회, 138회
- 채널A 《애로부부》
- 채널A 《행복한아침》 2021년 1월 ~
- JTBC 《독립만세》 2021년 4월 19일
- SBS 《골 때리는 그녀들》
- TV CHOSUN 《부부선수촌 - 이번 생은 같은 편》 VCR 출연
- JTBC 《아는 형님》 게스트

### 드라마
- 2020년 KBS2 《좀비탐정》 - 영화 부산행 패러디 부산급행 영화배우 역 (특별출연)
- 2023년 웹드라마 《프레시우먼》